# Milton Acorn
Milton James Rhode Acorn (født 30. marts 1923, død 20. august 1986), med tilnavnet 'Folkets Poet' , var en canadisk digter, forfatter og dramatiker. Han blev født i Charlottetown, Prince Edward Island.
Acorn var krigsveteran efter Anden Verdenskrig. På en transport over Atlanterhavet, blev han såret af bomber, så han modtog invalidepension fra Veterans Affairs i det meste af sit liv. Han vendte tilbage til Prince Edward Island og flyttede til Montreal i 1956. Han tilbragte flere år på Hotel Waverly i Toronto 
I Montreal offentliggjorde han nogle af sine tidlige digte i det politiske magasin Nye grænser. Han udgav selv sin første digtsamling, In Love og Anger.
Han var for en kort tid gift med digteren Gwendolyn Macewen 
I 1967 hjalp Acorn den dengang "underjordiske" avis "The Georgia Straight i Vancouver. 
Acorn blev tildelt Canadian Poets Award i 1970, og Guvernør General Award i 1976 for sin digtsamling  The Island Betyder Minago . 
I juli 1986 fik han et hjerteanfald og blev indlagt på hospitalet. Acorn døde i sin hjemby i Charlottetown den 20. august 1986 på grund af komplikationer i forbindelse med hans hjerteproblemer og diabetes. Ifølge kollega digter og nære ven Warren Kinthompson, havde han "mistet sin vilje til at leve efter en yngre søster død." 

## Milton Acorn Folkets Poetry Award
I 1987 blev Milton Acorn Folkets Poetry Award oprettet til hans minde af Ted Plantos. Den uddeles årligt til et fremtrædende "folkets digter." Tildelingen var på 250 $, men er siden forhøjet til 500 $, samt en medaljon.

## Acorn på film
National Film Board of Canada producerede to film om Acorns liv og værker. Den første hedder "In Love og Anger: Milton Acorn - Poet" og udkom i 1984. NFBs introduktion til filmen lyder:

Acorn forlod Prince Edward Island i slutningen af 1940'erne for at tjene til livets ophold som omvandrende tømrer, og endte i Toronto som en af Canadas mest velanskrevne digtere og en af dens mest uhyrlige litterære figurer. Han kaldtes "Folkets Digter"  af kollegerne, og vandt guvernør General Literary Award i 1976. Da han led af bi-polar sindslidelse og og var udbrændt af personlige kriser, flyttede Acorn tilbage til Charlottetown i 1981. Denne film, der er instrueret af en filmmand fra Prince Edward Island , viser Acorns vid, kærlighed til naturen, uortodokse politiske synspunkter, og til tider oprørende personlige modsætningsforhold .".

Den anden hedder A Wake til Milton og blev produceret i 1988. NFB skriver om den

"Den Canadiske digter, Milton Acorn, bliver husket med følelse og veltalenhed i denne hyldestfilm. Cedric Smith optræder som sanger for Acorn liv og kunst, mens venner som Al Purdy, Patrick Lane, og tidligere hustru Gwendolyn Macewen husker manden kendt som Folkets Poet. Her fremstilles den unikke blanding af intense følelser, humor og radikal politik, der identificerede Acorn som mand og en digter. " .

### Antologier
- Kyster: poesi Atlantic Canada ', red. Anne Compton, Laurence Hutchman Ross Leckie og Robin McGrath (Goose Lane Editions, 2002)

## Diskografi
- Flere Digte for People 'Audio CD læsning Canadian Poetry Association, (1986 lydbånd / 2001 CD) ISBN 0-919957-42-0

## Litterære priser
1970 canadiske Poets 'Award, mere almindeligt kendt som Folkets Digterpris og Medal
- 1976 generalguvernør Award
- 1977 Æresdoktor i jura (fra University of Prince Edward Island)
- 1986 medlem Life Canadian Poetry Association